# Jonathan David
Jonathan Christian David (Brooklyn, Nueva York, 14 de enero de 2000) es un futbolista estadounidense, nacionalizado canadiense, que juega en la posición de delantero para la Juventus F. C. de la Serie A de Italia.

## Selección nacional
Después de jugar en la selección sub-17 de Canadá y en la sub-23, finalmente hizo su debut con la selección absoluta el 9 de septiembre de 2018 en un encuentro de clasificación para la Liga de Naciones Concacaf 2019-20 contra las Islas Vírgenes de los Estados Unidos que finalizó con un resultado de 0-8 a favor del combinado canadiense tras los goles de Junior Hoilett, Jonathan Osorio, un doblete de Cyle Larin, un doblete de Lucas Cavallini, y otro del propio Jonathan David.
El 25 de junio hizo el primer gol de la historia de Canadá en la Copa América, contribuyendo a la victoria frente a Perú con un marcador de 1-0.

### Participaciones en Copas del Mundo
| Mundial           | Sede  | Resultado      | Partidos | Goles |
| ----------------- | ----- | -------------- | -------- | ----- |
| Copa Mundial 2022 | Catar | Fase de grupos | 3        | 0     |

### Participaciones en Copas América
| Torneo            | Sede           | Resultado    | Partidos | Goles |
| ----------------- | -------------- | ------------ | -------- | ----- |
| Copa América 2024 | Estados Unidos | Cuarto lugar | 6        | 2     |

### Goles internacionales
| #  | Fecha                    | Estadio                                                  | Oponente                             | Gol | Resultado | Competición                                             |
| -- | ------------------------ | -------------------------------------------------------- | ------------------------------------ | --- | --------- | ------------------------------------------------------- |
| 1  | 9 de septiembre de 2018  | IMG Academy, Bradenton, Estados Unidos                   | Islas Vírgenes de los Estados Unidos | 0-3 | 0-8       | Clasificación para la Liga de Naciones Concacaf 2019-20 |
| 2  | 9 de septiembre de 2018  | IMG Academy, Bradenton, Estados Unidos                   | Islas Vírgenes de los Estados Unidos | 0-4 | 0-8       | Clasificación para la Liga de Naciones Concacaf 2019-20 |
| 3  | 16 de octubre de 2018    | BMO Field, Toronto, Canadá                               | Dominica                             | 1-0 | 5-0       | Clasificación para la Liga de Naciones Concacaf 2019-20 |
| 4  | 24 de marzo de 2019      | Estadio BC Place, Vancouver, Canadá                      | Guayana Francesa                     | 3-1 | 4-1       | Clasificación para la Liga de Naciones Concacaf 2019-20 |
| 5  | 15 de junio de 2019      | Estadio Rose Bowl, Pasadena, Estados Unidos              | Martinica                            | 1-0 | 4-0       | Copa de Oro de la Concacaf 2019                         |
| 6  | 15 de junio de 2019      | Estadio Rose Bowl, Pasadena, Estados Unidos              | Martinica                            | 2-0 | 4-0       | Copa de Oro de la Concacaf 2019                         |
| 7  | 23 de junio de 2019      | Bank of America Stadium, Charlotte, Estados Unidos       | Cuba                                 | 1-0 | 7-0       | Copa de Oro de la Concacaf 2019                         |
| 8  | 23 de junio de 2019      | Bank of America Stadium, Charlotte, Estados Unidos       | Cuba                                 | 6-0 | 7-0       | Copa de Oro de la Concacaf 2019                         |
| 9  | 23 de junio de 2019      | Bank of America Stadium, Charlotte, Estados Unidos       | Cuba                                 | 7-0 | 7-0       | Copa de Oro de la Concacaf 2019                         |
| 10 | 29 de junio de 2019      | Estadio NRG, Houston, Estados Unidos                     | Haití                                | 0-1 | 3-2       | Copa de Oro de la Concacaf 2019                         |
| 11 | 7 de septiembre de 2019  | BMO Field, Toronto, Canadá                               | Cuba                                 | 2-0 | 6-0       | Liga de Naciones de la Concacaf 2019-20                 |
| 12 | 5 de junio de 2021       | IMG Academy, Bradenton, Estados Unidos                   | Aruba                                | 0-7 | 0-7       | Clasificación para el Mundial 2022                      |
| 13 | 8 de junio de 2021       | SeatGeek Stadium, Bridgeview, Estados Unidos             | Surinam                              | 2-0 | 4-0       | Clasificación para el Mundial 2022                      |
| 14 | 8 de junio de 2021       | SeatGeek Stadium, Bridgeview, Estados Unidos             | Surinam                              | 3-0 | 4-0       | Clasificación para el Mundial 2022                      |
| 15 | 8 de junio de 2021       | SeatGeek Stadium, Bridgeview, Estados Unidos             | Surinam                              | 4-0 | 4-0       | Clasificación para el Mundial 2022                      |
| 16 | 8 de septiembre de 2021  | BMO Field, Toronto, Canadá                               | El Salvador                          | 2-0 | 3-0       | Clasificación para el Mundial 2022                      |
| 17 | 13 de octubre de 2021    | BMO Field, Toronto, Canadá                               | Panamá                               | 4-1 | 3-0       | Clasificación para el Mundial 2022                      |
| 18 | 12 de noviembre de 2021  | Estadio de la Mancomunidad, Edmonton, Canadá             | Costa Rica                           | 1-0 | 1-0       | Clasificación para el Mundial 2022                      |
| 19 | 27 de enero de 2022      | Estadio Olímpico Metropolitano, San Pedro Sula, Honduras | Honduras                             | 0-2 | 0-2       | Clasificación para el Mundial 2022                      |
| 20 | 2 de febrero de 2022     | Estadio Cuscatlán, San Salvador, El Salvador             | El Salvador                          | 0-2 | 0-2       | Clasificación para el Mundial 2022                      |
| 21 | 13 de junio de 2022      | Estadio Olímpico Metropolitano, San Pedro Sula, Honduras | Honduras                             | 2-1 | 2-1       | Liga de Naciones de la Concacaf 2022-23                 |
| 22 | 23 de septiembre de 2022 | Estadio Franz Horr, Viena, Austria                       | Catar                                | 0-2 | 0-2       | Amistoso                                                |
| 23 | 25 de marzo de 2023      | Estadio Ergilio Hato, Willemstad, Curazao                | Curazao                              | 0-1 | 0-2       | Liga de Naciones de la Concacaf 2022-23                 |
| 24 | 28 de marzo de 2023      | BMO Field, Toronto, Canadá                               | Honduras                             | 3-0 | 4-1       | Liga de Naciones de la Concacaf 2022-23                 |
| 25 | 15 de junio de 2023      | Allegiant Stadium, Paradise, Estados Unidos              | Panamá                               | 0-1 | 0-2       | Liga de Naciones de la Concacaf 2022-23                 |
| 26 | 18 de noviembre de 2023  | Independence Park, Kingston, Jamaica                     | Jamaica                              | 0-1 | 1-2       | Liga de Naciones de la Concacaf 2023-24                 |
| 27 | 25 de junio de 2024      | Children's Mercy Park, Kansas City, Estados Unidos       | Perú                                 | 0-1 | 0-1       | Copa América 2024                                       |
| 28 | 13 de julio de 2024      | Bank of America Stadium, Charlotte, Estados Unidos       | Uruguay                              | 2-1 | 2-2       | Copa América 2024                                       |
| 29 | 7 de septiembre de 2024  | Children's Mercy Park, Kansas City, Estados Unidos       | Estados Unidos                       | 0-2 | 1-2       | Amistoso                                                |
| 30 | 15 de octubre de 2024    | BMO Field, Toronto, Canadá                               | Panamá                               | 2-1 | 2-1       | Amistoso                                                |
| 31 | 19 de noviembre de 2024  | BMO Field, Toronto, Canadá                               | Surinam                              | 1-0 | 3-0       | Liga de Naciones de la Concacaf 2024-25                 |
| 32 | 23 de marzo de 2025      | SoFi Stadium, Inglewood, Estados Unidos                  | Estados Unidos                       | 2-1 | 2-1       | Liga de Naciones de la Concacaf 2024-25                 |
| 33 | 7 de junio de 2025       | BMO Field, Toronto, Canadá                               | Ucrania                              | 1-0 | 4-2       | Amistoso                                                |
| 34 | 7 de junio de 2025       | BMO Field, Toronto, Canadá                               | Ucrania                              | 2-0 | 4-2       | Amistoso                                                |
| 35 | 24 de junio de 2025      | Shell Energy Stadium, Houston, Estados Unidos            | El Salvador                          | 1-0 | 2-0       | Copa de Oro de la Concacaf 2025                         |
| 36 | 29 de junio de 2025      | U.S. Bank Stadium, Mineápolis, Estados Unidos            | Guatemala                            | 1-0 | 1-1       | Copa de Oro de la Concacaf 2025                         |

## Estadísticas

### Clubes
| Club                     | Div.          | Temporada     | Liga  | Liga  | Liga   | Copas nacionales | Copas nacionales | Copas nacionales | Torneos internacionales | Torneos internacionales | Torneos internacionales | Total | Total | Total  | Media goleadora |
| Club                     | Div.          | Temporada     | Part. | Goles | Asist. | Part.            | Goles            | Asist.           | Part.                   | Goles                   | Asist.                  | Part. | Goles | Asist. | Media goleadora |
| ------------------------ | ------------- | ------------- | ----- | ----- | ------ | ---------------- | ---------------- | ---------------- | ----------------------- | ----------------------- | ----------------------- | ----- | ----- | ------ | --------------- |
| K. A. A. Gante · Bélgica | 1.ª           | 2018-19       | 33    | 12    | 5      | 6                | 0                | 0                | 4                       | 2                       | 0                       | 43    | 14    | 5      | 0.33            |
| K. A. A. Gante · Bélgica | 1.ª           | 2019-20       | 27    | 18    | 7      | 0                | 0                | 0                | 13                      | 5                       | 2                       | 40    | 23    | 9      | 0.58            |
| K. A. A. Gante · Bélgica | Total club    | Total club    | 60    | 30    | 12     | 6                | 0                | 0                | 17                      | 7                       | 2                       | 83    | 37    | 14     | 0.45            |
| Lille O. S. C. Francia   | 1.ª           | 2020-21       | 37    | 13    | 2      | 3                | 0                | 0                | 8                       | 0                       | 2                       | 48    | 13    | 4      | 0.27            |
| Lille O. S. C. Francia   | 1.ª           | 2021-22       | 38    | 15    | 0      | 2                | 1                | 0                | 8                       | 3                       | 0                       | 48    | 19    | 0      | 0.4             |
| Lille O. S. C. Francia   | 1.ª           | 2022-23       | 37    | 24    | 4      | 3                | 2                | 0                | ―                       | ―                       | ―                       | 40    | 26    | 4      | 0.65            |
| Lille O. S. C. Francia   | 1.ª           | 2023-24       | 34    | 19    | 3      | 3                | 3                | 3                | 10                      | 4                       | 1                       | 47    | 26    | 7      | 0.55            |
| Lille O. S. C. Francia   | 1.ª           | 2024-25       | 32    | 16    | 5      | 3                | 0                | 2                | 14                      | 9                       | 4                       | 49    | 25    | 11     | 0.51            |
| Lille O. S. C. Francia   | Total club    | Total club    | 178   | 87    | 14     | 14               | 6                | 5                | 40                      | 16                      | 7                       | 232   | 109   | 26     | 0.47            |
| Juventus F. C. · Italia  | 1.ª           | 2025-26       | 0     | 0     | 0      | 0                | 0                | 0                | 0                       | 0                       | 0                       | 0     | 0     | 0      | 0               |
| Juventus F. C. · Italia  | Total club    | Total club    | 0     | 0     | 0      | 0                | 0                | 0                | 0                       | 0                       | 0                       | 0     | 0     | 0      | 0               |
| Total carrera            | Total carrera | Total carrera | 238   | 117   | 26     | 20               | 6                | 5                | 57                      | 23                      | 9                       | 315   | 146   | 40     | 0.46            |

### Tripletes o más
| 1 | 24 de junio de 2019   | Canadá - Cuba                      | Gol · Gol · Gol | 7 - 0 | Copa de Oro de la Concacaf 2019 |
| 2 | 23 de febrero de 2020 | K. A. A. Gante - Sint-Truidense    | Gol · Gol · Gol | 4 - 1 | Pro League 2019-20              |
| 3 | 10 de marzo de 2023   | Lille O. S. C. - Olympique de Lyon | Gol · Gol · Gol | 3 - 3 | Ligue 1 2022-23                 |

## Palmarés

### Títulos nacionales
| Título               | Club           | País    | Año  |
| -------------------- | -------------- | ------- | ---- |
| Ligue 1              | Lille O. S. C. | Francia | 2021 |
| Supercopa de Francia | Lille O. S. C. | Francia | 2021 |

### Distinciones individuales
| Distinción                                                   | Año  |
| ------------------------------------------------------------ | ---- |
| Máximo goleador de la Copa Oro de la Concacaf (6 goles)      | 2019 |
| Máximo goleador de la Primera División de Bélgica (18 goles) | 2020 |
| Jugador del partido contra Perú en la Copa América 2024      | 2024 |

## Vida privada
Nacido en Estados Unidos, tiene orígenes haitianos.